# Максут Жумаєв
Жумаєв Максут Сагінтаєвич (нар. 1 січня 1977, с. Федорівка, Західноказахстанська область, Казахська РСР, СРСР) — відомий казахський альпініст, капітан збірної альпіністів РК, заслужений майстер спорту з альпінізму РК, багаторазовий чемпіон і призер першості Республіки Казахстан з альпінізму у висотному класі. Чемпіон і призер відкритого чемпіонату СНД з альпінізму у висотному класі (2001–2003).
Перший казах — підкорювач усіх 14  восьмитисячників світу (2000–2011). Став 27-м членом клубу «Quest-14» і 12-м альпіністом, хто зумів зійти на всі ці восьмитисячники без використання додаткового кисню.
Орден «Курмет» (Орден Пошани, 2011).

## Біографія
Народився в селі Федорівка Теректинського району Західно-Казахстанської області, недалеко від Уральська. Прямий нащадок легендарного батиря казахських степів  Сирима Датова. Гори вперше побачив в  Алма-Аті, куди приїхав погостювати до родичів. Сходив на Велике Алматинське озеро в  Заілійському Алатау з ночівлею і захворів горами. Влітку студентом підробляв у турфірмі «Хан-Тенгрі» Казбека Валієва носильником у іноземних альпіністів.
У 1998 р. закінчив Західно-Казахстанський аграрний університет (лікар-ветеринар), був призваний на рік в армію, службу проходив в Алма-Аті в спортклубі ЦСКА у тренера Ерванда Тихоновича Іллінського. Після армії знову працював портером в експедиції Вадима Хайбулліна на Памірі з американськими альпіністами. Запрошений ними брати участь у спільному сходженні на  Шишабангму в  Гімалаях навесні 2000 р. при спонсорстві Фонду Анатолій Миколайович Букрєєва. У 23 роки зумів підкорити цей восьмитисячник і відразу потрапив до збірної країни з альпінізму.
Десять років (2001–2011) ходить в одній зв'язці з земляком  Василем Талгатовичем Півцовим («Макс» і «Васо»).
У 2002 р. закінчив заочно юридичний факультет університету «Кайнар» в  Алма-Аті. Юрист групи компаній «Тайлана». Одружений, двоє дітей.

## Сходження на шести— семитисячники
- 2000, 9 серпня — Хан -Тенгрі (7010 м), класика з півночі з Литвиновим і Дороніним[2].
- 2000, 22 серпня — Хан -Тенгрі (7010 м), з Володимиром Сувігою і Василем Півцовим як суддями забігу на пік у рамках Фестивалю «Хан-Тенгрі-2000», провели 7 годині на вершині, в очікуванні трьох призерів Урубка, Червоненка та Пучиніна[3].
- 2001, 6 березня — Мармурова стіна (6435 м), північний Тянь-Шань, з  Денисом Урубком і італійцем  Сімоне Моро[4].
- 2001 — пік Корона (4860 м) в  Киргизькому Ала-Тоо, 6-та вежа по західному контрфорсу.
- 2002 — пік Леніна (7142 м) на Памірі з Василем Півцовим.
- 2009, вересень — Мармурова стіна (6435 м), команда ЦСКА та індійські армійці[5].

Для отримання звання « Сніговий барс» потрібно підкорити ще три семитисячники: пік Комунізму (7495 м) і пік Корженевської (7105 м) на Памірі і пік Перемоги (7439 м) на  Тянь-Шані.

## Усі 14 восьмитисячників

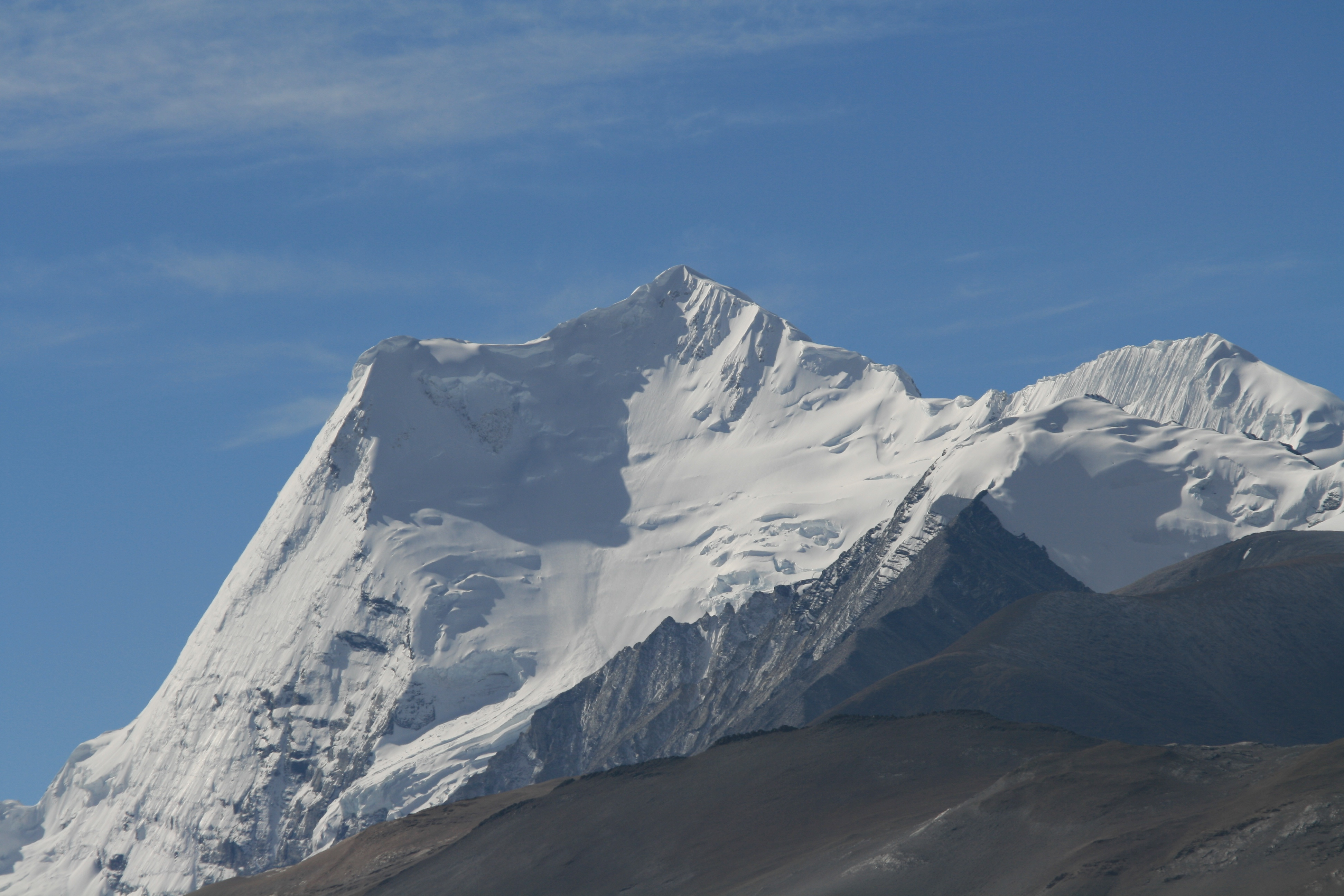
Шишабангма Центральна, за нею вдалині Головний пік, вид зі сходу

- 2000, 21 травня — Шишабангма Центральна (8008 м), по півн. гребеню з китайського боку, без кисню у складі американсько-казахської експедиції, керів. брати Майк і Стів Маролт (Aspen Alpin Club, США)[6].
- 2001, 13 серпня — Гашербрум I (8068 м), у складі казахстанської експедиції в ході програми «Казахстанська збірна на всіх восьмитисячниках світу», класика через японський кулуар, без кисню зійшли всі 7 учасників: капітан команди  Урубко, Жумаєв, Півцов, Распопов, Лавров (ядро команди), також Молгачов і Літвінов, керів. Ерванд Іллінський.
- 2001, 20 серпня — Гашербрум II (8035 м), безкисневе сходження у складі тієї ж сімки казахстанської експедиції, класика з півд. заходу, керів. Ерванд Іллінський[7].
- 2002, 13 травня — Канченджанга Головна (8586 м) безкисневе сходження по півд.-зах. гребеню у складі семи альпіністів казахстанської команди (тільки Бродський замість Літвінова), керів. Ерванд Іллінський[8].
- 2002, 25 жовтня — Траверс Шишабангма Центральна (8008 м) — Шишабангма Головна (8027 м), класика з півночі, з китайської сторони, капітан казахстанської експедиції, без кисню зійшли дві зв'язки Жумаєв — Півцов і Урубко — Распопов, керів. Ерванд Іллінський[9].
- 2003, 17 червня — Нанга Парбат (8126 м), по Діамірській стіні (маршрут Кінсхофера), безкисневе сходження у складі ядра команди — п'яти альпіністів, також Літвінов і Чумаков. Керів. Баглан Жунусов і Ерванд Іллінський.
- 2003, 16 липня — Броуд-пік (8048 м), безкисневе сходження по Зах. ребру у складі тієї ж команди з семи альпіністів. Керів. Баглан Жунусов і Ерванд Іллінський[10].
- 2004, 22 травня — Макалу (8485 м), по Зах. ребру (маршрут Параго), з усього складу команди на пік піднялася тільки зв'язка Жумаєв — Півцов без кисню. Керів. Ерванд Іллінський[11].
- 2005, 3 травня — Чо-Ойю (8201 м), по півн.-зах. гребеню, у складі міжнародної експедиції піднялася двійка Жумаєв — Півцов без кисню[12].
- 2006, 2 травня — Дхаулагірі (8167 м), класика по півн.-схід. гребеню, двійка Жумаєв — Півцов в альпійському стилі без кисню, тренер Ерванд Іллінський.
- 2006, 19 травня — Аннапурна Головна (8091 м), класика з півночі по французькому маршруту, двійка Жумаєв — Півцов в альпійському стилі без кисню, тренер Ерванд Іллінський. Під час сходження в Жумаєвапо дотичній вдарила блискавка.
- 2007, 30 квітня — Еверест (8848 м), класика через Півн. сідло без кисню, двійка Жумаєв — Півцов, тренер Ерванд Іллінський[13].
- 2008, 14 травня — Манаслу, один за класикою без кисню, хоча травмував праве стегно в Л1. Перміт на гору отримав з німецькою експедицією «German Manaslu Ski Expedition 2008», керів. Томас Ламмле[14].
- 2009, травень — невдала спроба на Лхоцзе Головну у проекті «Траверс Лхоцзе — Еверест», загинув Сергій Самойлов, Жумаєва і Півцова ледь не знесла лавина[15].
- 2010, 16 травня — Лхоцзе Головна (8516 м), по кулуару півн.-зах. стіни з Василем Півцовим і Владиславом Чехловим, заключне безкисневе сходження в програмі «Казахстанська збірна на всіх 14 восьмитисячниках світу», керів. Ерванд Іллінський[16].
- 2011, 23 серпня — К2 (Чогорі, 8611 м), безкисневе сходження з півночі по японському кулуару з Василем Півцовим, Герліндою Кальтенбруннер (Австрія) і Даріушем Залуським (Польща)[17].

Всього здійснив 16 безкисневих сходжень на восьмитисячники, включаючи двічі на бічній пік Шишабангма Центральна.

## «Гора спотикання»К2(Каракорум)

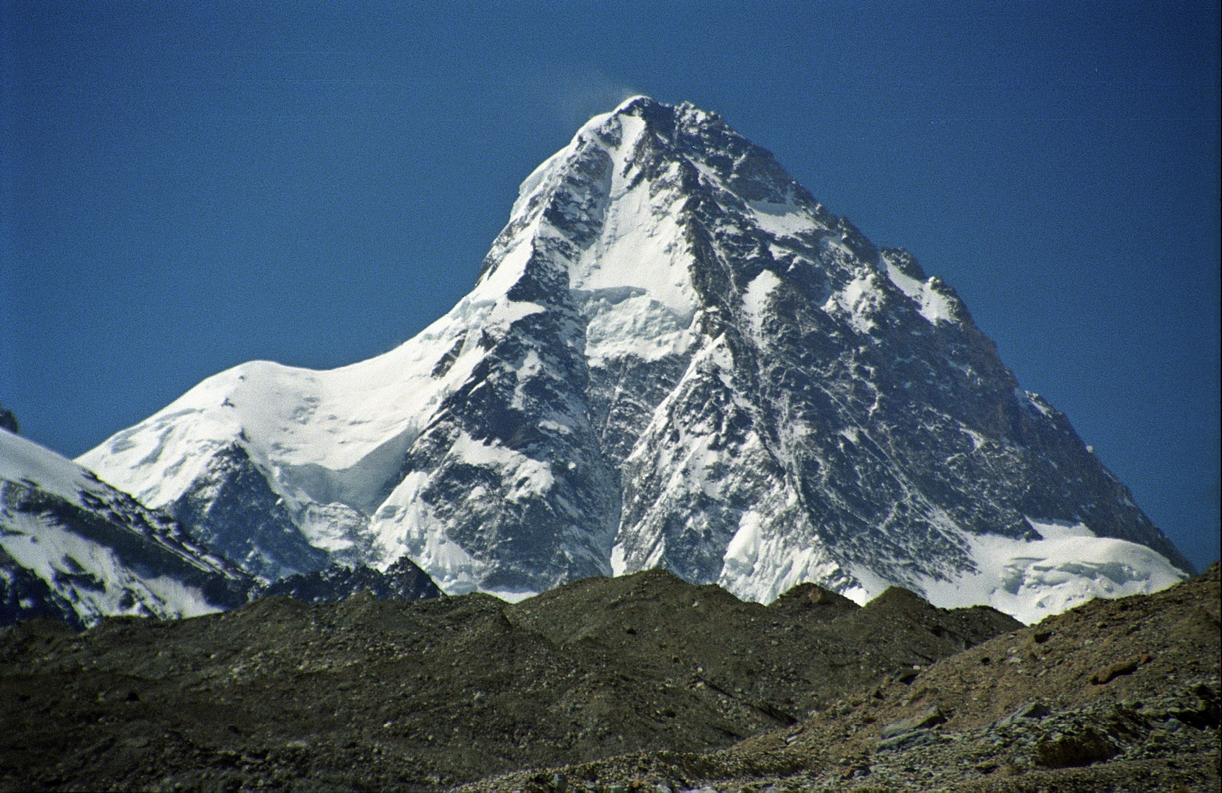
К2 з півночі, з китайської сторони

Максут Жумаєв (з партнером по зв'язці Василем Півцовим) здійснив п'ять невдалих спроб штурму піку К2 (Чогорі, 8611 м) у Каракорумі — останньої вершини в його особистій програмі «Усі 14 восьмитисячників світу»:
- 2003, серпень — штурм третього восьмитисячника поспіль за один сезон у складі казахстанської експедиції по класичному маршруту — по ребру Абруцького, досягли висоти 8200 м. Але через погану погоду жодна команда в тому сезоні не змогла зійти на вершину[18].
- 2005, серпень — спроба за класичним маршрутом, по ребру Абруцького, досягли висоти 8550 м. Експедиція збірної Казахстану (Жумаєв — Півцов. Молгачов — Бродський) була згорнута після першої спроби сходження через крадіжку штурмового спорядження в базовому таборі[19].
- 2007, серпень/вересень — спроба первопроходження по півн. ребру. Двійка Жумаєв — Півцов, впершись у непрохідний бастіон біля самої вершини, провела в пошуках обходу три доби на висоті 8400 м і зійшла, вибившись з сил[20]. Пізніше знову прибула в базовий табір зв'язка Урубко — Самойлов пройшла по їх шляху (табір 3 і табір 4), але зуміла обійти бастіон і взяла вершину.
- 2009 — липень/серпень, знову спроба по ребру Абруцького, двійка Жумаєв — Півцов і росіянин Сергій Богомолов зійшли за 100 м до вершини через непрохідні завали снігу на шляху[21].
- 2010 — липень/серпень, спроба за маршрутом Чесена, двійка Жумаєв — Півцов пішла з гори останньою з штурмових груп через постійно несприятливий прогноз погоди[22].

Про невдачі казахстанців на цій «Горі спотикання» було навіть складено авторську пісню.
Але 23 серпня 2011 р. Максут Жумаєв та Василь Півцов, а також Герлінде Кальтенбруннер (Австрія), у якої це була сьома спроба сходження на К2, і польський альпініст і кіношник Даріуш Залуські у складі міжнародної експедиції «K2 North Pillar Expedition 2011» все-таки підкорили пік з півночі. Перші троє сходжувачів увійшли до «Клубу підкорювачів всіх 14 восьмитисячників світу», розширивши список його членів до 27.

## Документальні фільми
- «Гімалайський дует: Дхаулагірі — Аннапурна», 2006, 18 хв. (Дворецький / Жумаєв / Півцов). Переможець у номінації «Аматорські фільми» на XI кінофестивалі гірських і пригодницьких фільмів «Вертикаль» (Москва, 2008).
- «Дотягнутися до зірки», 2007, «Тайлана-медіа», 36 хв. (Муленкова / Жумаєв / Півцов).
- «Експедиція „Клубу 7 вершин“ на К2», 2009, (Дворецький)[24].

## Цікаві факти
- 2000 р. — Шишабангма Центральна (8008 м). Єдиний і неповторний випадок в альпінізмі, коли третьорозрядник, який навіть не мав досвіду сходжень на шести- і семитисячники, відразу піднявся на восьмитисячник, та до того ж без кисню.
- З 2010 р. Максут Жумаєв має свій сайт www.kazpatriot.kz, з якого можна було стежити on-line за сходженням на К2.

## Громадська робота
- З 2005 р. — відповідальний секретар з альпінізму у Федерації альпінізму і скелелазіння Республіки Казахстан.
- З 2007 р. — член президії ФАіС РК.
- З 2008 р. — голова Союзу молоді  Асамблеї народу Казахстану[25].
- Влітку 2012 р. спільно з Казахстанським Географічним товариством відкрив на Чимбулаку Табір Юних Мандрівників «КазГео»[26].
- У січні 2013 р. Жумаєв презентував Альпен-парк — найвисокогірніший мотузковий парк у світі на гірськолижному курорті Чимбулак на висоті 2000 м. Парк на трьох рівнях — нижній для дітей, середній — для людей із середніми фізичними даними, а верхній — для спортсменів, тому що пересуватися по хитних жердинах і висячих мотузках на висоті триповерхового будинку може всяк. Страховка надійна, швейцарського виробництва[27].